# Badiraguato
Badiraguato est une commune de l'État du Sinaloa au Mexique. En 2005, le bourg était habité par 3 562 personnes, et la commune par 37 757 personnes. Il représente 10 % de la superficie du Sinaloa. En hiver, les régions les plus montagneuses peuvent être enneigées, ce qui fait de la commune le seul endroit du Sinaloa où il neige parfois.

## Histoire
Au XVIe siècle, Cristóbal de Oñate fut le premier conquistador à explorer ces régions montagneuses et à y trouver du minerai, mais il abandonna au bout de cinq ans, en 1536. Les Jésuites s'installèrent dans la région au début du XVIIe siècle, afin d'évangéliser les Tebaca, un groupe de chasseurs-pêcheurs pratiquant un peu d'agriculture, et les Pacaxes, qui vivaient principalement de l'agriculture. Des Indiens Tarahumaras vivaient aussi dans les montagnes; certains descendants vivent encore dans des grottes de la sierra. Selon le recensement de 2005, 73 personnes de Badiraguato parlaient encore un dialecte amérindien.

## La « Sicile mexicaine »?
Badiraguato, forte de 26 000 habitants en 1940, a été surnommé la « Sicile mexicaine » en raison des grandes plantations de pavot à opium qui s'y trouvaient et du grand nombre de trafiquants provenant de cette commune. Parmi eux, on peut citer la famille Caro Quintero, El Chapo Joaquín Guzmán (du village La Tuna), Juan José Esparragoza Moreno (du village Huichiopa), ou Ernesto Fonseca Carrillo,  - qui firent tous partie du cartel de Guadalajara dans les années 1980 - ainsi que les frères Beltrán Leyva (du village La Palma).
Ces trafiquants se sont unis à travers des alliances familiales: Juan José Esparragoza Moreno se maria en 1949 avec la belle-sœur de Joaquín Guzmán, et devint le parrain d'un fils d'Amado Carrillo Fuentes à la mort de ce dernier. Ismael El Mayo Zambada baptisa l'un des enfants d'Esparragoza Moreno. Son fils aîné, Juan José Esparragoza, se maria avec une sœur des Beltrán Leyva, leur descendance prenant le nom d'Esparragoza Beltrán. Enfin, Patricia Guzmán Núñez, nièce de Guzmán, se maria à Alfredo Beltrán.
Ce rôle central et historique dans le trafic de stupéfiants s'explique non seulement par le climat et la géographie de la commune, mais aussi par les réseaux de transport, un chemin ferroviaire construit au XIXe siècle faisant de l'État du Sinaloa un lieu stratégique pour le transport de l'opium vers le nord de côte pacifique.